# 勒梅尼勒欧瓦勒
勒梅尼勒欧瓦勒（法語：Le Mesnil-au-Val，法語發音：[lə menil o val]）是法国芒什省的一个市镇，属于瑟堡区。

## 地理
勒梅尼勒欧瓦勒（49°36'24"N, 1°31'28"W）面积13.34 平方千米，位于法国诺曼底大区芒什省，该省份为法国西北部沿海省份，西、北、东北三面环大西洋，东起顺时针与卡爾瓦多斯省、奧恩省、马耶讷省和伊勒-维莱讷省接壤。
与勒梅尼勒欧瓦勒接壤的市镇（或旧市镇、城区）包括：迪戈维尔、布里、戈讷维尔-勒泰伊、索斯梅尼勒、科唐坦地区瑟堡。
勒梅尼勒欧瓦勒的时区为UTC+01:00、UTC+02:00（夏令时）。

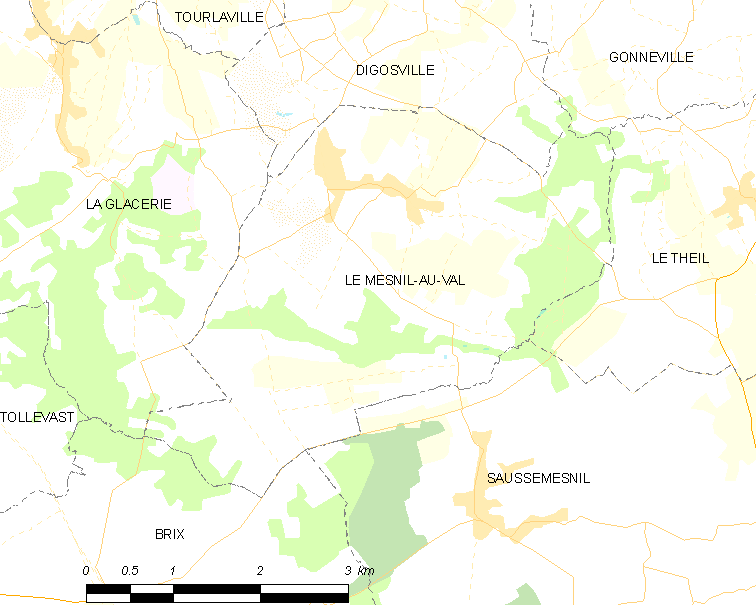
勒梅尼勒欧瓦勒的OSM定位图

## 行政
勒梅尼勒欧瓦勒的邮政编码为50110，INSEE市镇编码为50305。

## 政治
勒梅尼勒欧瓦勒所属的省级选区为科唐坦地区瑟堡第五县。

## 人口

1962-2008年间勒梅尼勒欧瓦勒人口变化图示

勒梅尼勒欧瓦勒于2022年1月1日时的人口数量为727人。